# Adam Adolph von Uetterodt
Adam Adolph von Uetterodt, auch Ütterodt, (* 18. Oktober 1664 in Wenigenlupnitz; † November 1730 ebenda) war ein königlich-polnischer und kurfürstlich-sächsischer Generalmajor.

## Herkunft
Er stammte aus der Adelsfamilie von Uetterodt. Seine Eltern waren Wolf Siegmund von Uetterodt und dessen Ehefrau Anna Beate, geb. von Wangenheim.

## Leben
Er studierte in Eisenach, Jena und Helmstedt. Ab 1675 ging er in fürstlich gothaische Dienste, wo er zum Fähnrich ernannt wurde. Im gleichen Jahr nahm er an der Schlacht bei Fehrbellin und den Belagerungen von  Wollin, Wollgast, Anklam, Demin und Stettin teil. Im Jahr 1679 wurde er Kammerherr am Hof in Eisenach und Hauptmann der Infanterie. Anschließend machte er eine Reise durch Frankreich. Er wechselte in Asbacher Dienste, als im November 1681 die Prinzessin Eleonore Erdmuth Louise von Sachsen-Eisenach den Markgrafen Johann Friedrich von Brandenburg-Ansbach heiratete. In Ansbach erhielt er eine Kompanie des fränkischen Reichskreises. Mit der Kompanie kam er unter dem Feldmarschall Graf von Thüngen beim Entsatz von Wien zum Einsatz. 1687 erhielt er vom Haus Sachsen-Weimar ein Regiment des Obersächsischen Kreises, das er bald danach als Oberst kommandierte. Mit dem Regiment nahm er an der Belagerung von Mainz (1689) teil. Er lernte den Kurfürsten Johann Georg IV. von Sachsen kennen, der ihn in seine Dienste holte. Uetterodt erhielt das Infanterie-Regiment Kuffer und wurde am 11. Oktober 1693 zum Generalmajor befördert. 1697 gab er das Regiment ab und wurde als ältester General Kommandant aller Festungen. Außerdem war er Kommandeur aller Truppen im Land und kurzzeitig Kommandant von Dresden. Anschließend führte er Truppen nach Krakau. Als er 1700 um seine Entlassung bat, wurde dieses abgelehnt, er erhielt stattdessen Urlaub, um sich um seine Güter zu kümmern. Im Jahr 1707 wurde er von den Herzögen von Sachsen, Weimar und Eisenach zum Generalleutnant ihrer Truppen ernannt. In Eisenach stand er einige Zeit auch dem Direktorium der Steuer vor und war bei der Gothaischen Landschaft Ältester der Ritterschaft. Er starb 1730 auf seinem Gut Wenigenlupnitz.

## Familie
Seine erste Frau war Elisabeth Juliane von Selmnitz. Nach dem Tod seiner Frau heiratete er Catharina Hedwig geborene von Gersdorff, Tochter des Staatsministers Nicolaus von Gersdorf. Er hatte mehrere Kinder, aber nur ein Sohn überlebte:
- Adam Adolf (* 1696; † 11. März 1744), Gesandter in Schweden, England und Wien